# Форт Џонсон (Њујорк)
Форт Џонсон (енгл. Fort Johnson) град је у америчкој савезној држави Њујорк.

## Демографија
По попису из 2010. године број становника је 490, што је 1 (-0,2%) становника мање него 2000. године.
| Група             | 2000.       | 2010.       |
| Белци             | 473 (96,3%) | 468 (95,5%) |
| Афроамериканци    | 3 (0,6%)    | 3 (0,6%)    |
| Азијати           | 0 (0,0%)    | 4 (0,8%)    |
| Хиспаноамериканци | 10 (2,0%)   | 11 (2,2%)   |
| Укупно            | 491         | 490         |